# Petra Nareks
Petra Nareks, slovenska judoistka, * 27. september 1982, Žalec.
Petra Nareks je za Slovenijo nastopila na Poletnih olimpijskih igrah 2004 v Atenah v kategoriji do 52 kg.
Na evropskih prvenstvih je osvojila 6 medalj (1 srebrna in 5 bronastih), na sredozemskih igrah pa 4 (1 srebrna in 3 bronaste), vse v kategoriji do 52 kg.